# Герб Макаровского городского округа
Герб муниципального образования «Макаровский городской округ» Сахалинской области Российской Федерации — официальный символ муниципального образования.
Герб утверждён 26 декабря 2013 года Решением № 29 собрания муниципального образования «Макаровский городской округ» Сахалинской области (6 очередная сессия 5 созыва)
Герб подлежит внесению в Государственный геральдический регистр РФ.

## Описание герба
В лазоревом поле, с червлёной главой окаймлённой волнисто серебром и обрамлённой золотым восходящим солнцем без лица, золотой столб обрамлённый двумя чёрными Императорскими орлами на груди у каждого овал окаймлённый жемчугом и обременённый лазоревым Андреевским крестом. Щит увенчан золотой башенной короной о пяти зубцах.

## История герба

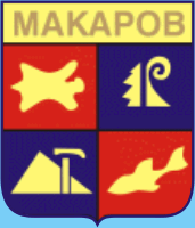
Герб г. Макарова и Макаровского городского округа (1992—2013 год)

4 июня 1992 года был принят герб Макаровского района, который после преобразования в 2006 году района в городской округ, стал официальным гербом Макаровского городского округа Сахалинской области.
Герб Макаровского городского округа официально утверждён Решением № 40 11-й внеочередной сессии 3 созыва Собрания муниципального образования Макаровский городской округ Сахалинской области 10 апреля 2006 года. Данным решением были отменены Решение Малого Совета Макаровского районного Совета народных депутатов от 4 июня 1992 года № 125 «О гербе и вымпеле Макаровского района» и решение Макаровского районного Собрания от 27.01.2003 № 12 "Об описании герба муниципального образования «Макаровский район», которые признаны утратившими силу.
10 апреля 2006 года Решением Собрания муниципального образования «Макаровский городской округ» № 40 было утверждено Положение о гербе муниципального образования «Макаровский городской округ».
28 января 2013 года Решением Собрания муниципального образования «Макаровский городской округ» № 9 решение от 10.04.2006 № 40 было признано утратившим силу. Было утверждено Положения о гербе муниципального образования «Макаровский городской округ» Сахалинской области в новой редакции и поручено администрации городского округа осуществить регистрацию официального символа — герба муниципального образования «Макаровский городской округ» Сахалинской области в Государственном геральдическом регистре Российской Федерации сроком до 1 апреля 2013 года.
Герб имел следующее описание «Герб муниципального образования „Макаровский городской округ“ выполнен в виде французского щита четверочастного, который имеет соотношение сторон 10 — по вертикали, 9 — по горизонтали. В верхней части щита находится прямоугольная горизонтальная вставка с надписью „Макаров“. Первое поле щита красного цвета с изображением пушного зверя светлого тона, второе поле — синего цвета с изображением по вертикали полусилуэта ели и раскатанного рулона бумаги светлого тона, третье поле — красного цвета с изображением по горизонтали силуэта промысловой рыбы семейства лососевых — светлого тона, четвертое поле — синего цвета с изображением по вертикали конуса террикона и шахтерского кайла — светлого тона.
Все изображения на полях символизируют исторические и существующие особенности хозяйственной деятельности муниципального образования».
Автором герба был Евгений Иванович Шуба (г. Макаров).
Геральдический совет при Президенте Российской Федерации провёл геральдическую экспертизу герба, по результатам которой посчитал, что действующий герб составлен с многочисленными отступлениями от геральдических правил и в этой связи не может быть внесён в Государственный геральдический регистр Российской Федерации.
В декабре 2013 года в Макарове прошли публичные слушания по проекту муниципального правового акта "Об утверждении Положения о Гербе муниципального образования «Макаровский городской округ», "Об утверждении Положения о Флаге муниципального образования «Макаровский городской округ». Администрация округа предложила новые проекты герба на рассмотрение Собранию.
26 декабря 2013 года Собрание МО «Макаровский городской округ» № 29 признало утратившим силу решение Собрания муниципального образования «Макаровский городской округ» от 28.01.2013 № 9, утвердило новый герб округа и Положение о гербе.
Авторская идея Герба городского округа, геральдическая доработка, обоснование символики, компьютерный дизайн принадлежит Коваль Владиславу Эдуардовичу (г. Волгоград).